# Плавер (округ Марафон, Вісконсин)
Плавер (англ. Plover) — місто (англ. town) в США, в окрузі Марафон штату Вісконсин. Населення — 683 особи (2020).

## Демографія
Згідно з переписом 2010 року, у місті мешкало 689 осіб у 250 домогосподарствах у складі 194 родин. Було 287 помешкань
Расовий склад населення:
| - 97,8 % — білих - 0,6 % — корінних американців - 0,1 % — чорних або афроамериканців |

До двох чи більше рас належало 1,5 %. Частка іспаномовних становила 1,0 % від усіх жителів.
За віковим діапазоном населення розподілялося таким чином: 27,1 % — особи молодші 18 років, 63,0 % — особи у віці 18—64 років, 9,9 % — особи у віці 65 років та старші. Медіана віку мешканця становила 40,4 року. На 100 осіб жіночої статі у місті припадало 115,3 чоловіків;  на 100 жінок у віці від 18 років та старших — 105,7 чоловіків також старших 18 років.
Середній дохід на одне домашнє господарство  становив 64 931 долар США (медіана — 50 313), а середній дохід на одну сім'ю — 82 775 доларів (медіана — 73 393). Медіана доходів становила 49 250 доларів для чоловіків та 47 000 доларів для жінок. За межею бідності перебувало 9,0 % осіб, у тому числі 5,5 % дітей у віці до 18 років та 8,8 % осіб у віці 65 років та старших.
Цивільне працевлаштоване населення становило 334 особи. Основні галузі зайнятості: виробництво — 28,4 %, освіта, охорона здоров'я та соціальна допомога — 17,4 %, будівництво — 10,2 %, мистецтво, розваги та відпочинок — 7,2 %.